# Борово (Пловдивська область)
Бо́рово (болг. Борово) — село в Пловдивській області Болгарії. Входить до складу общини Лики.

## Населення
За даними перепису населення 2011 року у селі проживали 78 осіб, усі — болгари.
Розподіл населення за віком у 2011 році:
Динаміка населення: